# L'Aura
Laura Abela (13 de agosto de 1984), más conocida por su seudónimo artístico L'Aura o L'Aura Abela, es una cantante Italiana.
Debutó en el mundo de la industria musical en el año 2005, con su álbum debut Okumuki, que fue relanzado en marzo de 2006 con la inclusión de la canción "Irraggiungibile", con la que participó en el Festival de San Remo 2006 en la categoría "Joven". Más tarde, lanzó su segundo álbum de estudio, Demian (2007), y participó en el Festiva de San Remo 2008 en la categoría "Big", con la canción "Basta!", incluida en su compilación homónima, publicado en 2008. En 2010, cambió su seudónimo a L'Aura Abela y lanzó su EP Sei come me.

## Biografía
Nació en Brescia, el 13 de agosto de 1984, y a los ocho años de edad comenzó sus estudios de piano y violín en Rezzato. En 2000, a los dieciséis años, se mudó a Berkeley, California, donde terminó la escuela secundaria, donde estudió inglés. Dos años más tarde, regresa a Italia, para comenzar a grabar lo que fue su álbum debut Okumuki, con la supervisión de Enrique Gonzalez Müller, productor de Plant Studios en San Francisco, California.
En 2004, hizo un dúo con el grupo italiano Mistonocivo, en la canción "In una foto", contenida en el álbum Edgar, y en marzo de 2005, lanzó su primer sencillo "Radio Star", que tuvo bastante éxito en ventas.

## Discografía

### Álbumes de estudio
- Okumuki (2005)
- Okumuki (relanzado) (2006)
- Demian (2007)

### EP
- Sei come me (2010)

### Compilaciones
- L'Aura (2008)

## Sencillos
| Año                                    | Sencillo           | Posiciones peak en los charts | Posiciones peak en los charts | Álbum          |
| Año                                    | Sencillo           | ITA                           | EUR                           | Álbum          |
| -------------------------------------- | ------------------ | ----------------------------- | ----------------------------- | -------------- |
| 2005                                   | "Radio Star"       | 34                            | –                             | Okumuki        |
| 2005                                   | "Today"            | 21                            | 82                            | Okumuki        |
| 2005                                   | "Una Favola"       | 33                            | –                             | Okumuki        |
| 2006                                   | "Irraggiungibile"  | 17                            | 81                            | Okumuki        |
| 2006                                   | "Domani"           | –                             | –                             | Okumuki        |
| 2007                                   | "Non è una Favola" | 21                            | –                             | Demian         |
| 2007                                   | "E' per te"        | –                             | –                             | Demian         |
| 2008                                   | "Basta!"           | 17                            | 178                           | L'Aura         |
| 2008                                   | "Cos'è"            | –                             | –                             | L'Aura         |
| 2008                                   | "Nell'aria"        | –                             | –                             | L'Aura         |
| 2010                                   | "Come spieghi"     | –                             | –                             | Sei come me EP |
| "—" denota que no entró en los charts. |                    |                               |                               |                |

- Datos: Q271505
- Multimedia: L'Aura / Q271505